# Oracle de Tenma
L'oracle de Tenma (tibétain : བརྟན་མ, Wylie : brtan ma)) est un médium d'une déesse au Tibet.
La dernière femme à avoir servi d'oracle officiel de l'État du Tibet qui aurait été possédée par les déesses Tenma était Lobsang Tsedron, qui a officié jusqu'en 1959. Elle a rapporté que sa lignée oraculaire est héréditaire, ses ancêtres étant également des oracles de Tenma. Elle a également déclaré qu'il n'y avait que quatre oracles officiels de l'État tibétain dans les temps anciens : l'oracle de Nechung, l'oracle du temps dans le monastère de Gadong, Tsiumar et elle comme oracle de Tenma, et que parmi tous les oracles, seule elle détenait un siège au même niveau que le Dalaï-Lama et était le seul oracle féminin important. Les oracles Tenma devaient apparaître régulièrement en présence des Dalaï Lamas (à partir du 14e dalaï-lama, la convocation aurait eu lieu une fois par an).
Avant de devenir officiel en tant qu'oracle, des initiations avec entraînements, rituels et retraites sont signalées. Lobsang avait 22 ans lorsqu'elle fut considérée comme pouvant recevoir la divinité dans son corps et fut investie d'un titre par le dalaï-lama, lors d'une célébration à laquelle assistèrent plusieurs grands lamas à Drepung. Contrairement aux autres femmes tibétaines, la seule personne qui pouvait entrer dans le temple Tandrin à Drepung était le médium de Tenma.
Presque quotidiennement, elle entrait dans un état de possession dans sa maison, se préparant avec tous les vêtements de la divinité, y compris le miroir ( melong ) : semblables aux vêtements de cérémonie de l'oracle de Nechung, mais sans le casque. L'oracle de Tenma portait une couronne dorée ornée de perles. Il recevait environ 20 ou 30 personnes, et jusqu'à 50 personnes, demandant généralement des réponses aux problèmes quotidiens, tandis que les ministres du gouvernement considéraient cet oracle comme infaillible. Pendant la révolution culturelle, Lobsang Tsedron ainsi que d'autres médiums était soumis à des séances de luttes.
À Dharamsala en Inde, il existe un oracle de Tenma, dont une femme tibétaine, Rangjung Neljorma Khandrola , est le kuten, ce qui signifie littéralement « le fondement physique », le médium,. Récemment, il a été rapporté lors d'un événement auquel participait le dalaï-lama que plus d'une femme était au service d'oracles d'une divinité Tenma : Tsering Ché-nga, Kharak Khyung Tsün, Dorje Yamakyong et Machen Pomra,.